# Solitaire du Figaro 2023
Navigation
2022 2024
La Solitaire du Figaro 2023 est la 54e édition de la Solitaire du Figaro, une course à la voile monotype en solitaire sur trois étapes. Elle s'est déroulée du 27 août au 14 septembre 2023 sur une distance théorique totale de 1 800 milles, réduite en cours d'épreuve de 150 miles, lors de la 3e étape, adaptée aux faibles conditions de vent. La course compte pour le Championnat de France de course au large en solitaire avec un coefficient de 5. Tous les participants concourent sur le même modèle de bateau, un Figaro Bénéteau 3. Cette édition a été remportée par Corentin Horeau sur Banque Populaire avec une avance de 10 min 52 s sur le second Basile Bourgnon et 27 min 11 s sur le troisième Loïs Berrehar.

## Faits marquants
Avant le départ
Course
Arrivée
À la suite de la vérification des ordinateurs de bord de l’ensemble des bateaux à la fin de la compétition, le jury de la Fédération française de voile (FFVoile), prend la décision d’exclure de la course Benoît Tuduri (CAPSO – En Cavale) — initialement arrivé en tête — et Pierre Daniellot (Team Vendée Formation). Les deux marins ont téléchargé des fichiers météo pendant la course, ce qui est interdit par la règle de classe.

## Étapes
Les distances sont exprimées en milles nautiques (nm), soit 1 nm = 1,852 km.
| Position | Départ          | Arrivée        | Distance théorique | Vainqueur       | Durée de course      | Vitesse théorique |
| -------- | --------------- | -------------- | ------------------ | --------------- | -------------------- | ----------------- |
| 1        | Caen            | Kinsale        | 610                | Thomas Dolan    | 3 j 19 h 16 min 46 s | 6,68              |
| 2        | Kinsale         | Roscoff        | 570                | Basile Bourgnon | 4 j 4 h 19 min 44 s  | 5,68              |
| 3        | Baie de Morlaix | Piriac-sur-Mer | 470                | Jules Delpech   | 3 j 12 h 39 min 59 s | 5,55              |

### Première étape
La première étape s'est déroulée du 27 au 31 août, entre Caen et Kinsale via Ouest Saint Marcouf, Nab Tower, Needles Fairway, La Jument des Heaux, Fastnet Rock, sur une distance de 610 milles.

#### Classement
Les données suivantes viennent en partie du site officiel de la course.
| Position | Navigateur navigatrice | Bateau                | Durée de course      | Écart 1er  | Écart précédent | Vitesse théorique |
| -------- | ---------------------- | --------------------- | -------------------- | ---------- | --------------- | ----------------- |
| 1er      | Thomas Dolan           | Smurfit Kapa-Kingspan | 3 j 19 h 16 min 46 s |            |                 | 6,68              |
| 2e       | Niels Palmieri         | Teamwork              | 3 j 19 h 23 min 13 s | 6 min 27 s | 6 min 27 s      | 6,67              |
| 3e       | Robin Marais           | Ma chance moi aussi   | 3 j 19 h 25 min 3 s  | 8 min 17 s | 1 min 50 s      | 6,67              |

### Deuxième étape
La deuxième étape s'est déroulée du 3 au 7 septembre, entre Kinsale et Roscoff via l'Île de Man, sur une distance de 570 milles.

#### Classement
Les données suivantes viennent en partie du site officiel de la course.
| Position | Navigateur navigatrice | Bateau             | Durée de course     | Écart 1er   | Écart précédent | Vitesse théorique |
| -------- | ---------------------- | ------------------ | ------------------- | ----------- | --------------- | ----------------- |
| 1er      | Basile Bourgnon        | Edenred            | 4 j 4 h 19 min 44 s |             |                 | 5,68              |
| 2e       | Corentin Horeau        | Banque Populaire   | 4 j 4 h 23 min 8 s  | 3 min 24 s  | 3 min 24 s      | 5,68              |
| 3e       | Loïs Berrehar          | Skipper Macif 2022 | 4 j 4 h 50 min 14 s | 30 min 30 s | 27 min 6 s      | 5,65              |

### Troisième étape
La troisième étape s'est déroulée du 10 au 14 septembre, entre la Baie de Morlaix et Piriac-sur-Mer via le Golfe de Gascogne, sur une distance de 470 milles.

#### Classement
Les données suivantes viennent en partie du site officiel de la course.
| Position | Navigateur navigatrice | Bateau                          | Durée de course      | Écart 1er  | Écart précédent | Vitesse théorique |
| -------- | ---------------------- | ------------------------------- | -------------------- | ---------- | --------------- | ----------------- |
| 1er      | Jules Delpech          | Orcom                           | 3 j 12 h 39 min 59 s |            |                 | 5,55              |
| 2e       | Élodie Bonafous        | Queguiner la vie en rose        | 3 j 12 h 43 min 10 s | 3 min 11 s | 3 min 11 s      | 5,55              |
| 3e       | Gaston Morvan          | Région Bretagne CMB Performance | 3 j 12 h 53 min 3 s  | 13 min 4 s | 9 min 53 s      | 5,54              |

## Classement général
Les données suivantes viennent en partie du site officiel de la course.
| Rang      | Skipper         | Bateau                                         | Temps cumulé          | Écart 1er       | Écart précédent | Temps étape 1        | Temps étape 2        | Temps étape 3        | Bonifications Sprints Intermédiaires |
| --------- | --------------- | ---------------------------------------------- | --------------------- | --------------- | --------------- | -------------------- | -------------------- | -------------------- | ------------------------------------ |
| 1         | Corentin Horeau | Banque Populaire                               | 11 j 12 h 59 min 10 s |                 |                 | 3 j 19 h 37 min 35 s | 4 j 4 h 23 min 8 s   | 3 j 12 h 59 min 27 s | 0 j 0 h -1 min 0 s                   |
| 2         | Basile Bourgnon | Edenred                                        | 11 j 13 h 10 min 2 s  | 10 min 52 s     | 10 min 52 s     | 3 j 19 h 31 min 4 s  | 4 j 4 h 19 min 44 s  | 3 j 13 h 19 min 14 s |                                      |
| 3         | Loïs Berrehar   | Skipper Macif 2022                             | 11 j 13 h 26 min 21 s | 27 min 11 s     | 16 min 19 s     | 3 j 19 h 33 min 16 s | 4 j 4 h 50 min 14 s  | 3 j 13 h 2 min 51 s  |                                      |
| 4         | Gaston Morvan   | Région Bretagne - CMB Performance              | 11 j 16 h 21 min 31 s | 3 h 22 min 21 s | 2 h 55 min 10 s | 3 j 19 h 33 min 57 s | 4 j 7 h 54 min 31 s  | 3 j 12 h 53 min 3 s  |                                      |
| 5         | Benoit Mariette | Generation Senioriales                         | 11 j 16 h 44 min 49 s | 3 h 45 min 39 s | 23 min 18 s     | 3 j 19 h 39 min 50 s | 4 j 7 h 41 min 55 s  | 3 j 13 h 23 min 4 s  |                                      |
| 6         | Élodie Bonafous | Queguiner la vie en rose                       | 11 j 16 h 59 min 55 s | 4 h 0 min 45 s  | 15 min 6 s      | 3 j 19 h 33 min 7 s  | 4 j 8 h 44 min 38 s  | 3 j 12 h 43 min 10 s | 0 j 0 h -1 min 0 s                   |
| 7         | Thomas Alexis   | La Charente Maritime                           | 11 j 17 h 40 min      | 4 h 40 min 50 s | 40 min 5 s      | 3 j 19 h 35 min 50 s | 4 j 7 h 8 min 27 s   | 3 j 14 h 55 min 43 s |                                      |
| 8         | Robin Marais    | Ma chance moi aussi                            | 11 j 18 h 22 min 34 s | 5 h 23 min 24 s | 42 min 34 s     | 3 j 19 h 25 min 3 s  | 4 j 8 h 12 min 4 s   | 3 j 14 h 45 min 27 s |                                      |
| 9 Bizuth  | Victor Le Pape  | Région Bretagne - CMB Espoir                   | 11 j 18 h 49 min 40 s | 5 h 50 min 30 s | 27 min 6 s      | 3 j 19 h 43 min 37 s | 4 j 8 h 24 min 28 s  | 3 j 14 h 41 min 35 s |                                      |
| 10 Bizuth | Romain Le Gall  | Centre excellence voile - Secours populaire 17 | 11 j 20 h 9 min 25 s  | 7 h 10 min 15 s | 1 h 19 min 45 s | 3 j 19 h 32 min 52 s | 4 j 10 h 27 min 13 s | 3 j 14 h 9 min 20 s  |                                      |